# 들온말 적는 법
들온말 적는 법은 대한민국 문교부에서 제정하였던 외래어 표기법이다. 1948년에 문교부의 학술용어 제정위원회 제20분과 언어과학 위원회에서 심의·결정하여, 1952년에 대한문교서적주식회사 편수자료(제1호)에 포함되었다. 일반인들의 사용과 동떨어진 부분이 많아 정착하지 못하였다.

## 표기
원음주의(原音主義)에 입각하여 만들어진 표기 방식으로, 한국어에 없는 음운을 표기하기 위해 새로운 한글 낱자 조합을 도입했다.
아래는 표기법의 일부이다.
| 발음            | 표기   | 발음              | 표기   | 발음                 | 표기 |
| --------------- | ------ | ----------------- | ------ | -------------------- | ---- |
| [ph] [p']       | ㅍ     | [p]               | ㅂ     | [p'] [b]             | ㅃ   |
| [f]             | ㆄ(ᅄᅳ) | [v] [ꞵ]           | ㅸ(ᅋᅳ) |                      |      |
| [th] [t']       | ㅌ     | [t] [θ] [ð]       | ㄷ     | [t'] [d]             | ㄸ   |
| [kh] [k']       | ㅋ     | [k] [q] [ʗ]       | ㄱ     | [k'] [g] [ɢ] [ɣ]     | ㄲ   |
| [ch]            | ㅊ     | [ts] [tʃ] [c] [ʇ] | ㅈ     | [dʒ] [dʒ'] [dz] [ɟ'] | ㅉ   |
| [z] [ʒ]         | ㅿ     | [s] [ʃ]           | ㅅ     | [s']                 | ㅆ   |
| [n] [ɴ]         | ㄴ     | [m]               | ㅁ     | [l]                  | ᄙ   |
| [r] [ʀ]         | ㄹ     | [ŋ]               | ㅇ     | [ç] [x] [h]          | ㅎ   |
| [w] [ʍ]         | ㅜ     | [j]               | (ㅣ)   |                      |      |
| [i] [ɪ]         | ㅣ     | [e] [ɛ]           | ㅔ     | [æ]                  | ㅐ   |
| [a] [ɑ]         | ㅏ     | [ɒ] [ɔ] [o]       | ㅗ     | [u]                  | ㅜ   |
| [ʌ] [ə] [ɐ] [ɜ] | ㅓ     | [ɯ] [ʉ]           | ㅡ     | [ø] [œ]              | ㅚ   |
| [y] [ʏ]         | ㅟ     |                   |        |                      |      |

### 용례
다음 용례는 편수자료에 같이 포함되어 있던 것으로, 표기법 자체와 상충되는 것도 있다.
- book[bʊk] - 뿍
- boy scout[boi skaut] - 뽀이스까욷
- Bücher[byiçər] - ᄈᆔ이혈
- cognac[kɔɲak] - 고냑
- Deutschland - 또이ᄎᆔᄙᅡᆫ드
- Dostojevskij - 또스또이에ᅋᅳ스끼이
- Jesus Christ - 예수 그리스뜨
- Marx[marks] - 말끄스
- original - 어리지늘
- Schönberg - ᄉᆈ왼벨그
- Van der Waals - ᅋᅡᆫ 델 와알스
- Waterloo - 워떨ᄙᅮ우
- ŋʌn - 응언
- 孔子 - 콩ᅀᅳ / 공자
- 偶数(ぐうすう) - 꾸우스으
- 一体(いったい) - 읻다이